# 水果狸藻
水果狸藻（学名：Utricularia hydrocarpa）為狸藻屬一年生中型浮水食虫植物。其种加词“hydrocarpa”来源于希腊文“hydro-”和“karpos”，意为“水”和“果实”。其为北美洲和南美洲热带地区的特有种。